# Victor Leopold Ehrenberg
Victor Leopold Ehrenberg (Altona, 22 novembre 1891 – Londra, 25 gennaio 1976) è stato uno storico tedesco naturalizzato britannico.

## Biografia
Fratello minore del teologo Hans Ehrenberg e nipote del giurista Victor Ehrenberg, studiò nelle università di Stoccarda, Gottinga e Berlino. Durante la prima guerra mondiale prestò servizio sul Fronte orientale e fu insignito della Croce di ferro di II classe. Riprese gli studi dopo la guerra conseguendo il dottorato Tubinga nel 1920 e l'abilitazione in storia antica all'Università di Francoforte sul Meno nel 1922. Nel 1929 fu nominato professore all'Università tedesca di Praga. 
Nel 1919 Ehrenberg sposò l'insegnante Eva Sommer. Ehrenberg insegnò storia antica a Praga fino al febbraio 1939, allorché si rifugiò in Gran Bretagna, assieme alla sua famiglia, poche settimane prima dell'Occupazione tedesca della Cecoslovacchia, avvenuta nel marzo 1939. Durante la seconda guerra mondiale in Gran Bretagna ottenne vari incarichi di insegnamento. Fu apprezzato storico dell'età antica. Naturalizzato inglese, nel 1946 ottenne la cattedra di storia antica nell'Università di Londra, dopo aver rifiutato una cattedra all'Università di Monaco perché non voleva più ritornare in Germania. Tuttavia nel 1958 divenne membro corrispondente dell'Accademia delle scienze di Heidelberg

## Opere
- Sofocle e Pericle [Sophokles und Perikles], traduzione di Angela Pisani, postfazione di Gian Enrico Manzoni, 2ª ed., Brescia, Morcelliana, 2001, ISBN 88-372-1830-3.
- L'Atene di Aristofane: studio sociologico della commedia attica antica [The people of Aristophanes], traduzione di Guido Libertini e Anny Calma, ristampa anastatica, Scandicci, La nuova Italia, 1988  [1957].
- Lo stato dei greci [Der Staat der Griechen], traduzione di Ervino Pocar, ristampa anastatica, Firenze, La nuova Italia, 1980  [1967].
- Società e civiltà in Grecia e Roma [Society and civilization in Greece and Rome], traduzione di Fausto Codino, Milano, Il saggiatore, 1973.
- (DE) Polis und Imperium: Beiträge zur alten Geschichte, Zürich ; Stuttgart, Artemis, 1965.
- (EN) From Solon to Socrates: Greek history and civilization during the sixth and fifth centuries B.C., London, Methuen & Co., 1968, ISBN 0-415-04024-8.